# Hordelymus
Hordelymus (Jess.) Jess. ex Harz é um género botânico pertencente à família Poaceae.

## Sinônimos
- Cuviera Koeler (SUH)
- Leptothrix (Dumort.) Dumort. (SUH)
- Medusather Candargy (SUS)